# Donja Pološnica
Donja Pološnica (cyr. Доња Полошница) – wieś w Serbii, w okręgu zlatiborskim, w gminie Kosjerić. W 2011 roku liczyła 113 mieszkańców.